# Константінос Мурікіс
Константінос Мурікіс (11 липня 1988) — грецький ватерполіст.
Срібний медаліст Олімпійських Ігор 2020 року, учасник 2012 року.
Призер Чемпіонату світу з водних видів спорту 2015 року.